# Flughafen Båtsfjord

i7
i11
i13
Der Flughafen Båtsfjord (Norwegisch: Båtsfjord lufthavn, IATA-Code: BJF, ICAO-Code: ENBS) ist ein nordnorwegischer Flughafen in der Provinz Finnmark. Er befindet sich rund zwei Kilometer südlich der Barentssee-Küste und rund sieben Kilometer südlich der Ortschaft Båtsfjord in der gleichnamigen Kommune. Betreiber des Flughafens ist das norwegische Staatsunternehmen Avinor.
Der Flughafen wird derzeit nur von der norwegischen Regionalfluggesellschaft Widerøe angeflogen (Stand September 2013).
Direkte Linienflugverbindungen gibt es nach Berlevåg, Hammerfest, Honningsvåg, Kirkenes, Mehamn, Tromsø, Vadsø und Vardø. Die Direktverbindungen nach Alta, Hasvik und Sørkjosen bestehen nicht mehr.
u